# Håvard Martinsen
Håvard Andre Martinsen (* 2. Oktober 1978) ist ein ehemaliger norwegischer Handballspieler.
Martinsen wechselte 2004 vom HSC Bad Neustadt zum HSC 2000 Coburg, für den er bis 2015 mit der Rückennummer 16 auf der Position des Torwarts auflief. Von 2007 bis 2011 spielte sowie in der Saison 2014/15 spielte er mit Coburg in der 2. Handball-Bundesliga. Er hütete insgesamt siebenmal das Tor der norwegischen Jugend-Nationalmannschaft sowie 35-mal das Tor der Junioren-Nationalmannschaft.
Martinsen half im Jahr 2023 nochmals beim verletzungsgeplagten HSC 2000 Coburg aus.